# Giảng Võ
Giảng Võ là một phường thuộc thành phố Hà Nội, Việt Nam.

## Địa lý
Phường Giảng Võ có vị trí địa lý:
- Phía Đông tiếp giáp phường Ô Chợ Dừa (ranh giới đi theo phố Giảng Võ - phố Láng Hạ)
- Phía Tây tiếp giáp phường Nghĩa Đô (ranh giới đi theo đường sông Tô Lịch)
- Phía Nam tiếp giáp phường Láng (ranh giới đi theo phố Huỳnh Thúc Kháng - Nguyễn Chí Thanh - đường La Thành)

Phía Bắc tiếp giáp phường Ba Đình, Ngọc Hà (ranh giới đi theo phố Phan Kế Bính - Liễu Giai - Đào Tấn - Kim Mã - đường Nguyễn Thái Học).

## Lịch sử
Ngày 21 tháng 12 năm 1974, UBND TP. Hà Nội ban hành Quyết định về việc thành lập tiểu khu Giảng Võ thuộc khu phố Ba Đình.
Tháng 12 năm 1978, UBND TP. Hà Nội ban hành Quyết định về việc sắp xếp tiểu khu Giảng Võ thuộc khu phố Ba Đình.
Năm 1980, tiểu khu Giảng Võ thuộc khu phố Ba Đình.
Ngày 3 tháng 1 tháng 1981, Hội đồng Chính phủ ban hành Quyết định số 3-CP về việc thống nhất tên gọi các đơn vị hành chính ở nội thành, nội thị.
Ngày 10 tháng 6 năm 1981, UBND TP. Hà Nội ban hành Quyết định về việc:
- Đổi tên khu phố Ba Đình thành quận Ba Đình.
- Thành lập phường Giảng Võ thuộc quận Ba Đình.

Tính đến ngày 31/12/2024, phường Giảng Võ có diện tích 0,62 km² và quy mô dân số là 27.578 người.
Ngày 16 tháng 6 năm 2025, Quốc hội Việt Nam quyết định sắp xếp toàn bộ diện tích tự nhiên, quy mô dân số của phường Giảng Võ, một phần diện tích tự nhiên, quy mô dân số của các phường Ngọc Khánh, Thành Công, Cống Vị, Kim Mã (quận Ba Đình), Cát Linh, Láng Hạ (quận Đống Đa cũ) thành phường mới có tên gọi là phường Giảng Võ.